# IC 1589
IC 1589 — галактика типу *2 (подвійна зірка) у сузір'ї Скульптор.
Цей об'єкт міститься в оригінальній редакції індексного каталогу.